# Киннуська сільська рада (Гар'юський район)
Ки́ннуська сільська рада (ест. Kõnnu külanõukogu, рос. Кыннуский сельский совет) — сільська рада в Естонській РСР, адміністративно-територіальна одиниця в складі повіту Гар'юмаа (1945—1950), Локсаського району (1950—1957) та Гар'юського району (1957—1960).

## Населені пункти
Адміністративний центр — село Кинну, що розташовувалося на відстані 18 км на південь від селища Локса.
Сільській раді підпорядковувалися села: Суру (Suru), Ярві (Järvi), Ууріта (Uurita), Кемба (Kemba), Кинну (Kõnnu), Калме (Kalme), Кімбалу (Kimbalu), Соосілла (Soosilla), Парксі (Parksi), Ванакюла (Vanaküla), Валґейие (Valgejõe), Мурксі (Murksi).

## Землекористування
1954 року в межах території сільради землями користувалися колгосп ім. Леніна та Йоавескіська картонна фабрика.

## Історія
8 серпня 1945 року на території волості Кинну в Гар'юському повіті утворена Киннуська сільська рада з центром у селі Кинну.
26 вересня 1950 року, після скасування в Естонській РСР повітового та волосного поділу, сільська рада ввійшла до складу новоутвореного Локсаського сільського району. 12 жовтня 1957 року сільрада приєднана до Гар'юського району внаслідок ліквідації Локсаського району.
3 вересня 1960 року Киннуська сільська рада ліквідована. Її територія склала південну частину Локсаської сільської ради Гар'юського району.